# Святополк-Мирский, Дмитрий Николаевич
Князь Дми́трий Никола́евич Святопо́лк-Ми́рский (1874, Санкт-Петербург — 1950, Сибиу) — русский общественный деятель и политик, член Государственной думы от Бессарабской губернии.

## Биография
Родился 1 (13) февраля 1874 года. Происходил из потомственных дворян Бессарабский губернии. Сын наказного атамана Войска Донского генерала от кавалерии князя Николая Ивановича Святополк-Мирского (1833—1898).
Окончил Новочеркасскую гимназию и юридический факультет Московского университета с дипломом 1-й степени (1897).

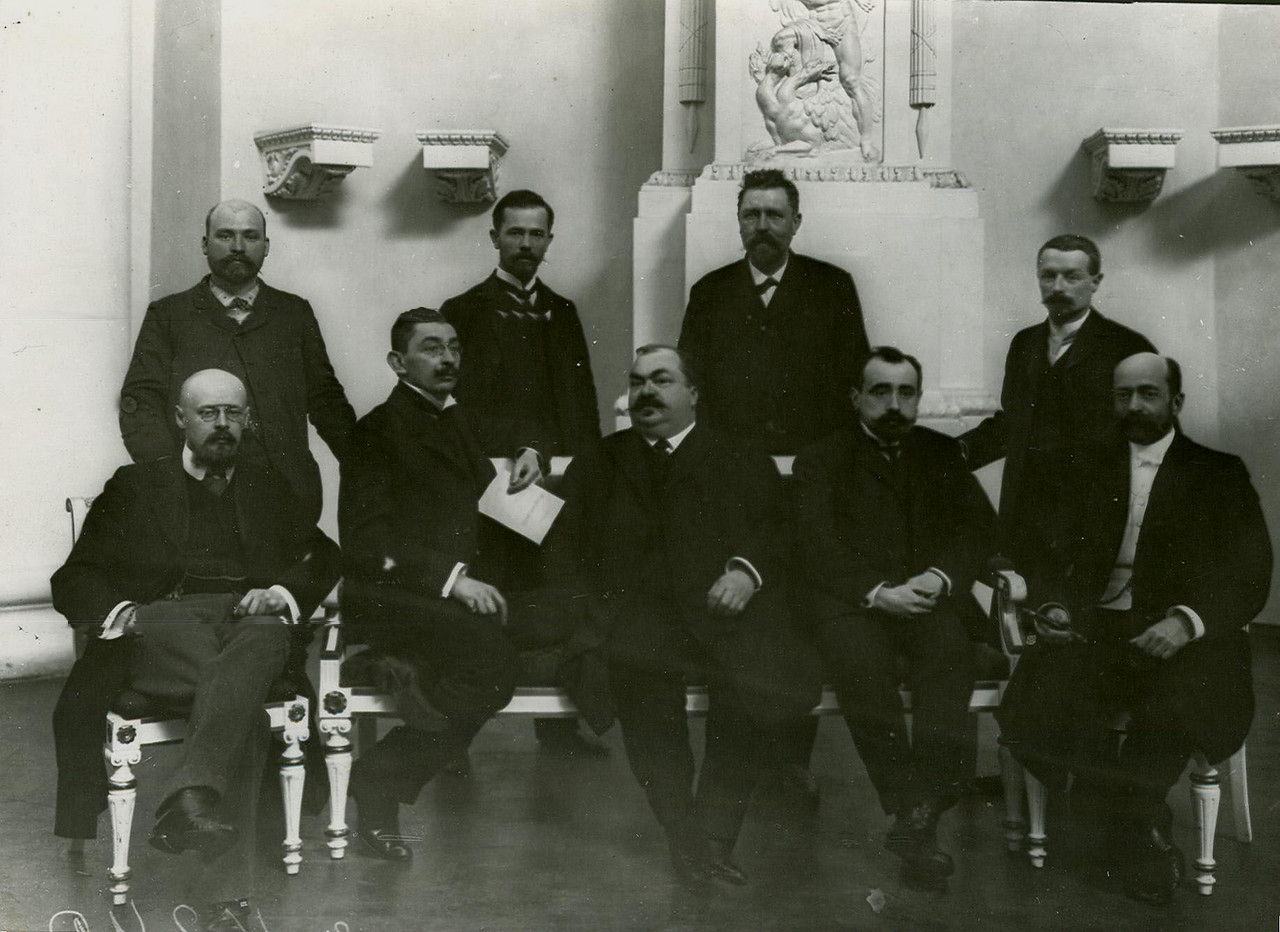
Члены 2-й Государственной думы
от Бессарабской губернии. Князь Д. Н. Святополк-Мирский — крайний справа, стоит.

После путешествия по Германии и Франции вернулся в Россию в 1899 году и поселился в своем имении Белецкого уезда Бессарабской губернии, где посвятил себя ведению хозяйства и общественной деятельности. Владел землями в Бессарабской губернии общей площадью в 2768 десятин. Избирался гласным Белецкого уездного (1906—1917) и Бессарабского губернского земских собраний (1906—1917), а также почетным мировым судьей.
В феврале 1907 года был избран членом II Государственной думы от Бессарабской губернии. Входил в группу правых. Состоял членом комиссии по запросам. Выступал в поддержку аграрной реформы Столыпина и ликвидации общины:

... при современном уровне нашей земледельческой культуры переход земель из рук частновладельческих в крестьянские не оправдывается интересами общегосударственными... так как переход этот неминуемо поведет, хотя бы и временно, к худшей эксплуатации, а следовательно, и к меньшей продуктивности земель, которые отойдут к крестьянам.

... частный владелец как культурный двигатель выше крестьянина уже потому одному, что первый из них собственник, а второй — общинник.

В 1912 году был избран членом IV Государственной думы от Бессарабской губернии. Входил в группу беспартийных. Состоял членом согласительной комиссии по польскому вопросу. 3 марта 1917, во время Февральской революции, был арестован по подозрению в посредничестве между императрицей Александрой Федоровной и генералом Н. И. Ивановым, но вскоре освобожден, так как подозрения не подтвердились.
В 1920 году эмигрировал в Румынию. Занимался наукой. Умер 17 января 1950 года в Сибиу.

## Семья
Был женат четыре раза.

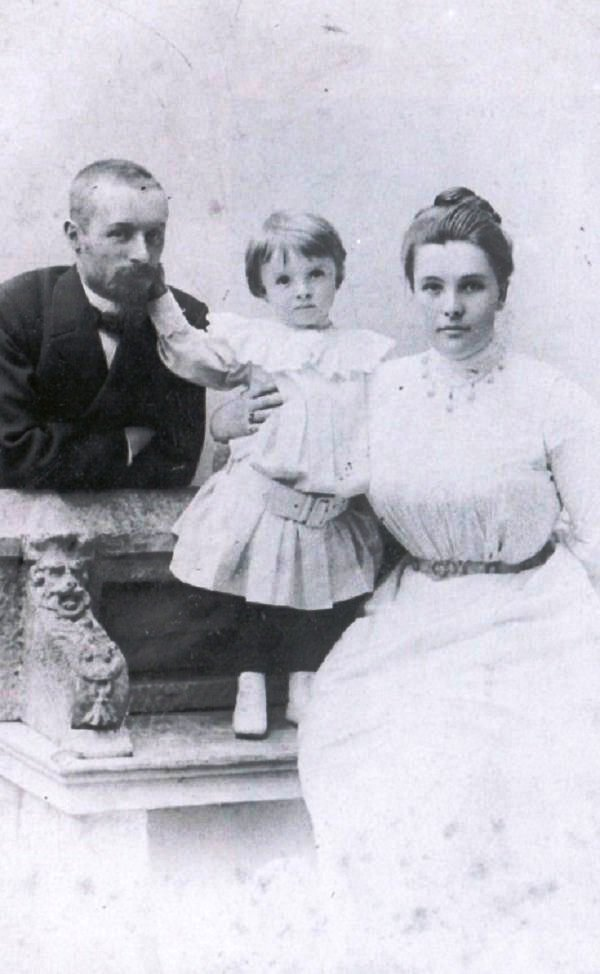
Дмитрий и Мария с сыном Александром

- Первая жена (с 08.11.1898) — Мария Александровна Бельгард (29.12.1878—25.01.1920), дочь полтавского губернатора А. К. Бельгарда. Летом 1898 года к ней сватался 24-летний Сергей Александрович Пушкин — внук поэта, но родители её не дали согласия на брак. Из-за несчастной любви к ней и предстоящего ее брака с Святополк-Мирским 21 августа 1898 года Пушкин застрелился. Позже Мария Александровна писала об ужасе пережитого ею в связи с самоубийством С. А. Пушкина, которого она, по её словам, очень любила. Будучи уже замужем, она вместе с детьми приезжала на его могилу[2]. Погибла от рук большевиков в Кишинёве в 1920 году. 
  - Сын — Александр (1899—1984), последний владелец (с 1938 по 1939) Мирского замка, умер в эмиграции в Испании.
  - Сын — Николай (1902—?),
  - Сын — Михаил (1904—1994), профессор Колумбийского университета, в  1949 году был приглашен преподавать русский язык в военной академии Вест-Пойнт. Подполковник армии США. Похоронен на кладбище при Ново-Дивеевском Успенском монастыре в Спринг-Вэлли[англ.].
  - Сын — Владимир (1907— ?).
- Вторая жена (с 24.04.1921) — Кристина Радзейовская (Radziejowska, 1888—1927), были женаты в эмиграции. 
  - Дочь —  Екатерина (1922)
  - Сын — Пётр (1923);
- Третья жена — Каролина Скоповская (1885—?), супруги развелись 11 января 1936 года,
- Четвертая жена — Мария Андреас Септеличе (1898—?).